# Centralny okręg administracyjny Moskwy
Centralny okręg administracyjny Moskwy (ros. Центральный административный округ Москвы, Centralnyj administratiwnyj okrug Moskwy) – dystrykt administracyjny w Moskwie, położony w jej centrum. Liczba mieszkańców: 779 352 (2021). Centralny okręg administracyjny Moskwy dzieli się na 11 rejonów:
1. Arbat (Арбат)
2. Basmannyj (Басманный)
3. Chamowniki (Хамовники)
4. Jakimanka (Якиманка)
5. Kitaj-Gorod (Китай-Город)
6. Krasnosielskij (Красносельский)
7. Mieszczanskij (Мещанский)
8. Priesnienskij (Пресненский)
9. Taganskij (Таганский)
10. Twierskoj (Тверской) – zob. Zaułek Stoleszników
11. Zamoskworieczje (Замоскворечье)